# المجلس التنفيذي الصهيوني
المَجْلِسُ التَّنْفِيذِيُّ الصِّهْيَوْنِيُّ (بالعبرية: הועד הפועל הציוני) هو المؤسسة العليا في المنظمة الصهيونية العالمية ما لم يوجدْ مؤتمر صهيوني. أنشئ المجلس بموجب قرار أُخذ في المؤتمر الصهيوني العالمي الحادي عشر سنة 1921. ترأسُ هيلينا غليزر المجلسَ التنفيذيَّ الذي يبلغ عدد أعضائه ما بين 25 و30، وهي أيضا رئيسة المنظمة النسائية الصهيونية العالمية. ينفذ المجلسُ قراراتِ المؤتمر بعد انقطاعه، ويدبّر شؤون الحركة الصهيونية عالميًّا إلى حين انعقاد المؤتمر المقبل.